# Пресерє (Брезовиця)
Пресерє (словен. Preserje) — поселення в общині Брезовиця, Осреднєсловенський регіон, Словенія. Висота над рівнем моря: 359,2 м.